# Namaquanthus vanheerdei
Namaquanthus es un género con dos especies de plantas suculentas perteneciente a la familia Aizoaceae. Su única especie: Namaquanthus vanheerdei L.Bolus, es originaria de Sudáfrica.

## Descripción
Es una  planta suculenta perennifolia, con un tamaño de 3 m de altura. Se encuentra a una altitud de  700 - 900 metros en Sudáfrica